# José van Veen (roeister)
José Agnes van Veen (Bodegraven, 9 januari 1986) is een Nederlandse roeister.

## Levensloop
Van Veen was in haar jeugd veel bezig met atletiek. Ze studeerde sportmanagement in Den Haag en in haar studententijd kwam ze in aanraking met het roeien. Ze werd actief bij H.S.R.V. Pelargos, maar omdat er bij deze in 2002 nieuw opgerichte vereniging nog weinig "know-how" aanwezig was week ze deels uit naar Roeivereniging De Laak. Van Veen werd in december 2015 Nederlands kampioen op de ergometer. Het jaar daarop won ze in de "acht" een zilveren medaille op de Europese kampioenschappen. Met diezelfde acht plaatste zich voor de Olympische Spelen in Rio de Janeiro, waarmee ze uiteindelijk zesde werd in de finale.
In de acht behaalde Van Veen in 2017 zilver op het EK in Tsjechië.